# 克塞格多罗斯洛
克塞格多罗斯洛，是匈牙利沃什州所辖的一个村，总面积9.65平方公里，总人口245，人口密度25.4人/平方公里（2010年1月1日）。